# داريل وليامز (لاعب هوكي الجليد)
داريل وليامز (بالإنجليزية: Darryl Williams)‏ هو لاعب هوكي الجليد أمريكي، ولد في 29 فبراير 1968 في مدينة لابردور ‏ في كندا.

## وصلات خارجية
- داريل وليامز على موقع دوري الهوكي الوطني (الإنجليزية)
- داريل وليامز على موقع EliteProspects.com (الإنجليزية)
- داريل وليامز على موقع HockeyDB.com (الإنجليزية)
- داريل وليامز على موقع Hockey-Reference.com (الإنجليزية)